# Жозеф Ашіль Ле Бель
Жозеф Ашіль Ле Бель (фр. Joseph Achille Le Bel) (*21 січня 1847, Пешельбронн, Ельзас — †6 серпня 1930, Париж) — французький хімік, один з основоположників стеріохімії, член Академії природничих наук з 1929 року.

## Біографія
Закінчив у Парижі Вищу політехнічну школу (1867). З 1873 року працював в лабораторії Ш. А. Вюрца в Парижі. Після отримання спадщини (нафтові родовища в Ельзасі) 1889 року заснував власну хімічну лабораторію в Пешельбронні. 1892 року — президент Французького хімічного товариства.

## Основні роботи
Вивчав властиві органічним сполукам явища оптичної активності (див. Ізомерія). 1874 року одночасно з Якобом Вант-Гоффом, але незалежно від нього, запропонував для їх пояснення теорію  асиметричного атома вуглецю. Виділив деякі оптично активні спирти (1878–1881); отримав першу оптично активну несиметричну амонієву сполуку (1891). Брав участь у встановленні конфігурацій фумарової і малеїнової кислот.